# 조선민주주의인민공화국 국가계획위원회
국가계획위원회(國家計畫委員會)는 국가 정책 개발, 국토 개발 관련 업무를 일부 관할하는 조선민주주의인민공화국 내각의 중앙 행정기관이다. 건설성, 도시경영성, 수산성 등과 일부 소관업무가 중복되기도 하며, 해당 부처들을 지도 감독하며 내각 직할 위원회의 하나이다. 1948년 9월 2일 출범하였다.

## 연혁
- 1948년 9월 2일 국가계획위원회로 출범
- 1949년 1월 14일 국가계획위원회 규칙 제1호, 통계의 작성 및 보고에 관한 규정 공포

## 역대 위원장, 부위원장

### 역대 위원장
- 정준택 1948년 9월 2일 ~
- 박창옥 1954년 9월 23일 ~ , 부총리 겸직
- 리종옥 1957년 9월 20일 ~
- 정준택 1960년 12월 27일 ~ 1962년 10월 22일
- 정준택 1962년 10월 23일 ~
- 정준택 1967년 12월 16일 ~ 1967년 12월 27일
- 최재우 1967년 12월 28일 ~ 1972년
- 홍성룡 1977년 12월 15일 ~
- 홍성룡 1982년 4월 5일 ~
- 박남기 1986년 12월 29일 ~
- 홍성남 1989년 3월 ~ 1997년 2월
- 최영림 1990년 5월 24일 ~ 1992년 12월, 공동
- 김달현 1992년 12월 ~ 1993년 12월, 정무원 부총리 겸 국가 계획 위원회 위원장(공동) 겸임, 조선로동당 정치국 후보위원 겸직
- 김달현 1993년 12월 ~ 1997년, 정무원 부총리 겸 국가 계획 위원회 위원장, 조선로동당 정치국 후보위원 겸직
- 홍석형(洪錫亨) 1993년 12월 ~ 1997년, 당 정치국 후보위원 겸 당 중앙위원 겸직
- 김달현 1997년 ~ 1998년 9월 1일, 정무원 부총리 겸 국가 계획 위원회 위원장 겸직
- 홍석형(洪錫亨) : 1997년 ~ 1998년 9월 1일
- 박남기 : 1998년 9월 1일 ~ 2003년 9월 2일
- 김광린 : 2003년 9월 3일 ~ 2009년 4월
- 로두철 : 2009년 4월 ~ 2019년 12월
- 김일철 : 2019년 12월 ~ 2021년 1월
- 박정근 : 2021년 1월 ~

### 역대 부위원장
- 박창옥 1948년 9월 2일 ~
- 최용건 1948년 9월 2일 ~ 1951년 1월 31일
- 리종옥 1951년 12월 ~ 1956년 4월, 내각 경공업상 겸직

- 최재우 1967년 12월 16일 ~ 1967년 12월 27일
- 홍성룡
- 박남기
- 최배진 : 2005년 1월 ~
- 황철식 : ? ~
- 박정원 : ? ~
- 박정근 : ? ~ 2021년 1월

### 역대 1부위원장
- 강린삼

- 강민삼

## 산하 조직
- 전자자동화계획국
- 우주항공계획국
- 국가수의비상방역위원회